# 키미와보쿠오스키니나루
키미와보쿠오스키니나루(君は僕を好きになる, 너는 나를 좋아하게 된다)는 2012년 3월 7일에 발매된 파스포☆의 메이저 데뷔 3번째 싱글이다.

## 수록곡
1. 君は僕を好きになる [4:19]
닛테레계 방송 『音龍門(온류몽)』3월 엔딩 테마
2. With XXXX [4:31]
3. RUIN [4:15]
4. 君は僕を好きになる（Off Vocal ver.）

- DVD (초회한정반) 君は僕を好きになる Music video